# わんわん物語 (2019年の映画)
わんわん物語（英: Lady and the Tramp）は、2019年のアメリカ合衆国のミュージカル・ロマンス映画である。ウォルト・ディズニー・ピクチャーズ製作。本作は、ウォルト・ディズニーが1955年に製作した同名のアニメーション映画を、実写とCGのハイブリッドでリメイクしたもので、原作は1945年のCOSMOPOLITANに掲載されたウォード・グリーンの『Happy Dan, The Cynical Dog』である。また、2019年5月2日に亡くなったストーリーボードアーティストのクリス・リカルディに捧げられている。
2019年11月12日にDisney+で公開され、ディズニーのリメイク作品としては初めて劇場公開されず、ストリーミングサービスのみでの公開となった。批評家からの評価はまちまちで、演技や声優への評価は高いものの、視覚効果や脚本、ペース配分への批判が目立った。

## あらすじ
クリスマスの日、ニューイングランドに暮らすジム・ディアは、妻のダーリングにアメリカン・コッカー・スパニエルの子犬をクリスマスプレゼントとして贈った。「レディ」と名付けられたその雌犬は、家族の一員の証拠である首輪を与えられ、幸せな日々を送っていた。その頃には、老犬のブラッドハウンドのトラスティ、気の強いスコティッシュ・テリアのジョックと仲良くなっていた。毎日のようにレディはジムとダーリングとともに過ごし、日常はレディを中心に回っていた。
一方、「トランプ」と呼ばれるシュナウザーの雄犬は、食べ物を求めてニューオリンズの街をさまよい、野良犬収容所の捕獲人であるエリオットに追いかけられる日々を送っていた。この日も操車場でエリオットに見つかった後、サラリーマンが食べていたサンドイッチを奪って逃げていた。そして、収容所の馬車から友達であるペグとブルを解放し、レディの家の裏庭にたどり着く。
その頃、いつものようにレディが散歩紐を持ってリビングへ向かうと、家に大勢の客人が訪れていた。レデイがジムとダーリングの前まで行っても二人はレデイに目もくれず、客人との会話を楽しみ、プレゼントに喜んでいた。ダーリングの叔母であるセーラは大声で姪を褒めちぎったかと思えば、初めて見たレディをあしらう。レデイはトラスティに相談しようと呼びかけ、事の経緯を打ち明けた。しかし、その犬はトラスティではなくトランプだった。姿が見えると、レデイは威嚇する。トランプはそっと庭へ入り、詳しく話を聞いた。トランプはすぐに気付き、「赤ちゃんが生まれれば、犬は蔑ろにされる。相手にされなくなる。」と忠告した。それを聞いたレディは笑い、そこへやってきたトラスティとジョックに追い払われ、トランプはその場から去っていった。それからしばらくして、ジムとダーリングの間に赤ちゃんが生まれた。するとトランプの言葉通り、二人は生まれたルルに付きっ切りで、以前までのように一緒に遊んでくれなくなり、レディは日に日に肩身が狭くなっていった。
赤ちゃんが生まれて1ヵ月後の朝、家にセーラが訪れた。セーラは姪に会うのを楽しみにしていたが、ジムとダーリングが彼女を読んだ理由は、出かける間のレディの世話だった。がっかりしたセーラは、二人がルルを連れて家を出て行くと、レディの相手をすることなく2階へ上がっていってしまった。レディが不安になっていたのもつかの間、セーラの飼い猫であるデボンとレックスがバスケットから飛び出してきた。二匹はレディを揶揄うと、歌いながら大暴れし、置物を落として割り、ソファを爪で裂くなどやりたい放題した。2階から降りてきたセーラは、部屋の惨状に驚き、レディの仕業だと決めつけた。セーラはレディを抱えてペットショップに向かい、首輪をつけるように店員に指示した。驚いたレディは、口輪をつけられたまま店を飛び出した。レディは路地に逃げ込むが、そこには汚い野良犬が縄張りを作っていた。追い詰められるレディだったが、そこへトランプがやってきて、レディが病気を持っていると嘘を言い、怖気づいた野良犬はその場を去っていった。当てもないレディを見かねたトランプは、彼女を公園へ案内した。レディについた口輪を銅像を使って外し、遊覧船に二匹で忍び込むなど、様々な場所を巡った。夜になって空腹の頃、トランプは行きつけのレストランへレディを連れていった。ここの店員は犬が大好きで、いつもトランプには余った食材を分けてくれていた。ところが、いつもやってくる野良犬が綺麗なアメリカン・コッカー・スパニエルを連れてきたことに大喜びし、店の中で待つ客を差し置いて、二匹の前に小さなテーブルを置き、蝋燭とミルク、スペシャルメニューをスタンバイした。おまけにアコーディオンを弾いて歌った。食事を終えると、トランプはレディを丘の上へ連れて行った。レディは飼い主がまだ自分を必要としているかどうか疑っていることを告白し、トランプはかつて飼い主がいたが、子供を産んだ後に捨てられたことを明かした。するとそこへ突然、懐中電灯を持ったエリオットが現れた。二匹は二手に分かれて逃げるが、レディは捕まってしまい、収容所へ連れていかれた。翌朝、幸いなことに、ジムとダーリンがレディを見つけ出してくれた。セーラから事情を聞き、探し回った末に収容所へやってきたのだと言う。レディは無事、家へ戻ることができた。ジムとダーリングも反省し、二度とセーラに見守りを頼まないと誓い、ルルとレディを対面させた。レディはルルを守ると決意するが、トランプのことが気がかりで、夜に月を眺めては、遠吠えをするのだった。あの夜のことを後悔していたトランプは、引き取り手が現れ飼い犬となったペグとブルから、レディが家へ帰ることができたことを告げられた。
雨の降る夜、レディがルルの部屋にネズミが侵入した瞬間を目撃した。ジムたちに知らせようとするも、玄関先にはエリオットが来ていた。レディがトランプと一緒にいたことから、トランプがこの家にやってくる可能性があると考えたのだ。大きく吠えるレディをジムは押入れの中に入れるが、ルルが危ないことを何とか伝えなければいけないと、一生懸命吠えていた。なんとなくレディの家の前まで来てしまったトランプは、レディの声に気づいた。庭から侵入し名前を呼ぶと、レディは2階のルルの部屋にネズミが侵入したこと、玄関先にエリオットがいることを伝えた。トランプはレディの代わりにルルを助けにいくことを決意した。その物音を聞いた玄関先の3人はルルの部屋へ向かい、トランプはエリオットに捕まってしまった。レディは押入れが開いた瞬間、走って外へ出て行き、収容所の馬車を追いかけた。その様子を見ていたトラスティとジョックも、ただ事ではないとレディを走って追いかけていく。一方で、ダーリングはネズミの死体をルルの部屋で発見した。そこで、あの野良犬はルルを襲ったのではなく、ネズミから守ってくれたのだと気付いたのだ。ジムとダーリングはルルを抱え、車でレディたちの後を追った。レディは馬車の前に飛び出して停めさせ、ひっくり返ったカゴからトランプは放り出された。ジムとダーリングも追いつき、トランプを連れて行こうとするエリオットをダーリングが制止し、家に迎え入れると言った。
クリスマスになると、トランプは首輪をプレゼントしてもらい、新しい家に馴染んでいるのだった。

## 登場人物
レディ（Lady）
演 - ローズ、声 - テッサ・トンプソン（英）、行成とあ（日）
クリスマスプレゼントとしてジムがダーリングへ贈ったアメリカン・コッカー・スパニエルの雌犬。本作の主人公。幸せな日々を送っていたが、ダーリングの叔母であるセーラにより外へ連れ出され、トランプとともに様々な場所を巡る。
トランプ（Tramp）
演 - モンテ、声 - ジャスティン・セロー（英）、咲野俊介（日）
食べ物を求めてニューオリンズの街をさまよい、野良犬収容所の捕獲人であるエリオットに追いかけられる日々を送る雑種の雄の野良犬。かつて飼い主がいたが、子供を産んだ後に捨てられた過去がある。
ジム・ディア（Jim Dear）
演 - トーマス・マン、声 - 花輪英司
レディの飼い主で、ダーリングの夫である音楽家。妻のダーリングが妊娠したことで一時はレディをないがしろにしてしまうが、誰よりも愛情を持っている。
ダーリング・ディア（Darling Dear）
演 - キアシー・クレモンズ、声 - 水野貴以
レディの飼い主で、ジムの妻。クリスマスにジムからレディを受け取る。自身の妊娠により一時はレディをないがしろにしてしまうが、赤ちゃんが生まれてからはジムと共にレディにも変わらない愛情を注ぐ。
エリオット（Elliot）
演 - エイドリアン・マルティネス、声 - 後藤光祐
野良犬収容所の捕獲人。トランプを捕獲するため、様々な手段を使い追いかけてくる。
ペグ（Peg）
声 - ジャネール・モネイ（英）、塩田朋子（日）
ラサ・アプソの雌犬。野良犬としてブルとともに過ごし、収容所で歌も披露している。
ジョック（Jock）
声 - アシュリー・ジェンセン（英）、 雨蘭咲木子（日）
レディの隣の家に住むスコティッシュ・テリアの雌犬。飼い主に服や帽子などを着せされ写真を撮られるなど、過保護に育てられている。
セーラ（Sarah）
演 - イヴェット・ニコール・ブラウン、声 - 和優希（日）
イヌを毛嫌いするダーリングの叔母。自身の飼い猫であるデヴォンとレックスのいたずらをレディの仕業だと決めつけ、ペットショップへと連れていく。
トラスティ（Trusty）
声 - キアシー・クレモンズ（英）、宝亀克寿（日）
年老いて鼻が利かなくなったブラッドハウンドの雄犬。医師として働く飼い主を持っている。
ブル（Bull）
声 - ベネディクト・ウォン（英）、楠見尚己（日）
ブルドッグの雄犬。ペグとともに野良犬や収容所、飼い犬としての生活を過ごす。
トニー（Tony）
演 - F・マーリー・エイブラハム、声 - 立川三貴
レストランのオーナーを務める男性。トランプがレディを連れてきたことに喜び、豪華な食事の場を用意する。
ジョー（Joe）
演 - F・アルトゥーロ・カストロ、声 - IKKAN
レストラン「トニー」の従業員。主人には頭が上がらない。マンドリンを弾いてトニーの歌を盛り上げる。
デヴォン／レックス（Devon / Rex）
声 - ネイト・ワンダー（デヴォン／英）、ローマン・ジアンアーサー（レックス／英）、津田英佑（日）
セーラの飼いであるデボンレックスの雄ネコ。レディを揶揄い、歌いながらレディの家で大暴れした。レディは彼らのせいで村八分になってしまう。

## キャスト
| 登場人物           | キャスト | 声優                                                                                              | 声優 |
| 登場人物           | キャスト | 原語版                                                                                            | 日本語吹替版 |
| ------------------ | --- | ------------------------------------------------------------------------------------------------- | --- |
| レディ             | ローズ | テッサ・トンプソン                                                                                | 行成とあ |
| トランプ           | モンテ | ジャスティン・セロー                                                                              | 咲野俊介 |
| ジム・ディア       | トーマス・マン | トーマス・マン                                                                                    | 花輪英司 |
| ダーリング・ディア | キアシー・クレモンズ                                                                                                   | キアシー・クレモンズ                                                                              | 水野貴以 |
| エリオット         | エイドリアン・マルティネス                                                                                             | エイドリアン・マルティネス                                                                        | 後藤光祐 |
| ペグ               | | ジャネール・モネイ                                                                                | 塩田朋子 |
| ジョック           | | アシュリー・ジェンセン                                                                            | 雨蘭咲木子 |
| セーラ             | イヴェット・ニコール・ブラウン                                                                                         | イヴェット・ニコール・ブラウン                                                                    | 和優希 |
| トラスティ         | | サム・エリオット                                                                                  | 宝亀克寿 |
| ブル               | | ベネディクト・ウォン                                                                              | 楠見尚己 |
| トニー             | F・マーリー・エイブラハム                                                                                              | F・マーリー・エイブラハム                                                                         | 立川三貴 |
| デヴォン           | | ネイト・ワンダー                                                                                  | 津田英佑 |
| レックス           | | ローマン・ジアンアーサー                                                                          | 津田英佑 |
| その他             | アルトゥーロ・カストロ ケン・チョン ケイティ・ニーランド ダリル・W・ハンディー パーブシュ・チーナ                      | アルトゥーロ・カストロ ケン・チョン ケイティ・ニーランド ダリル・W・ハンディー パーブシュ・チーナ | IKKAN 千種春樹 早川毅 宮崎敦吉 瀧村直樹 武田太一 大泊貴揮 おまたかな 佐々木薫 葉瀬ふみの 鳥越まあや 安西稟 鈴木柊真 斎藤汰鷹 木村聡子 山岸麻美子 暁 -Xiao- 武内鮎美 荒井小夜子 吉谷アキラ 村上勧次朗 松田レレ さけもとあきら 野場郁弥 KUMA 鹿志村篤臣 |
| その他             | クランシー・ブラウン ジェームズ・ベントレー ジェンテル・ホーキンズ アラ・ストーム・オキーフ エーモン・ウルフ・オキーフ |                                                                                                   | IKKAN 千種春樹 早川毅 宮崎敦吉 瀧村直樹 武田太一 大泊貴揮 おまたかな 佐々木薫 葉瀬ふみの 鳥越まあや 安西稟 鈴木柊真 斎藤汰鷹 木村聡子 山岸麻美子 暁 -Xiao- 武内鮎美 荒井小夜子 吉谷アキラ 村上勧次朗 松田レレ さけもとあきら 野場郁弥 KUMA 鹿志村篤臣 |

## スタッフ

### 原語版
- 監督: チャーリー・ビーン（英語版）
- 脚本: アンドリュー・ブジャルスキー（英語版）、カリ・グランルンド
- 原作: 『わんわん物語』（ウォルト・ディズニー・アニメーション・スタジオ）、『Happy Dan, The Cynical Dog』（ウォード・グリーン）
- 製作: ブリガム・テイラー
- 音楽: ジョセフ・トラパニーズ
- 撮影: エンリケ・シャディアック
- 編集: メリッサ・ブレザートン
- 製作会社: ウォルト・ディズニー・ピクチャーズ、テーラーメイド
- 配給: ウォルト・ディズニー・スタジオ・モーション・ピクチャーズ、Disney+

### 日本語版
- 演出: 佐々木由香
- 翻訳: 竹本浩子
- 音楽演出: 亀川浩未
- 訳詞: 古垣内麻衣
- 録音: 上村利秋、伊藤隆文
- 調整: International Shepperton
- 録音制作: スタジオ・エコー、村井亨子、寺内あかね
- 制作監修: 須藤景子

## 製作

### 企画
2018年2月8日、ウォルト・ディズニー・ピクチャーズが1955年のアニメーション映画『わんわん物語』の実写化を企画していることが発表された。本作は、2019年末にスタートしたディズニーのストリーミングサービス「Disney+」でプレミア上映される予定だった。同年3月19日、本作がアンドリュー・ブジャルスキーの脚本からチャーリー・ビーンが監督し、ブリガム・テイラーがプロデューサーを務めることが発表された。

### キャスティング
2018年7月には、アシュリー・ジェンセン、ジャスティン・セロー、サム・エリオットがそれぞれジョック、トランプ、トラスティの声優に起用されたことが発表された。さらに、レディの飼い主であるダーリング役には、キアシー・クレモンズが実写版の出演に向けて交渉中であることが報じられた。8月には、レディ役の声優にテッサ・トンプソン、ブル役の声優にベネディクト・ウォンが起用され、ジム・ディア役にはトーマス・マンが起用されたことが報じられた。9月には、イヴェット・ニコル・ブラウンとエイドリアン・マルティネスが、それぞれセーラとエリオット役で起用されたことが発表された。10月には、マルコ役にアルトゥーロ・カストロが、ペグ役の声優にジャネル・モナエが起用されたことが発表された。
本作では、本物の犬が演じており、ローズという犬が映画の中でレディを演じている。撮影開始の約3ヶ月前から、犬たちは映画のためのトレーニングを開始した。トランプはアメリカアリゾナ州の保健所で救助された保護犬のモンテが演じており、ジャッキーは撮影開始直前にジョックに改名した。

### 撮影
本作の録音は2018年7月から始まり、実写部分の撮影は9月10日から11月18日までジョージア州サバンナで行われた。場所は、ジョンソン・スクエア、ライト・スクエア、バプテスト聖ヨハネ大聖堂などが設定された。屋内のサウンドステージでの撮影は、12月まで行われた。

### アニメ版との相違点
オリジナルのアニメ作品とほぼ同じストーリーに沿っているが、本作ではキャラクターの性別や民族などの相違点があり、また、セーラが飼っている猫は、元々はシャムの雌猫であるサイとアムだったが、デボンレックスの雄猫であるデヴォンとレックスになっている。ジム・ディアとダーリングの赤ちゃんは、アニメでは無名の男の子だったが、本作ではルルという女の子になっている。また、アニメでは人間のキャラクターはすべて白人だったが、本作ではダーリングとセーラはともに黒人で、ダーリングの出産に立ち会う医者はアジア人になっている。
原作では名前のない犬の捕獲者の役割や、トランプのバックストーリーなど、アニメのいくつかのプロットが拡張されている。また、レディとトランプがレディの首輪を外すシーンは、アニメで協力してもらった実際のビーバーをビーバーの像に置き換えて、シーンを短くしている。本作では、映画の全曲がそのまま使用されているが、セーラの猫たちが歌う「シャム猫の歌」は、元の歌が持つ人種差別的な意味合いを避けるために、新しい歌に置き換えられている。
また、本作では、ジムとダーリングがセーラの行動をよりしっかりと諭し、他の様々な犬たちの運命も明らかになるなど、オリジナル作品よりも終結している。

## 音楽
本作には、ジャネル・モネイが歌う「シャム猫の歌」の新バージョンが登場する予定だった。この曲は、現代では人種差別的な意味合いがあることと、映画の登場人物の描写に合わせて、ネイト・ワンダー、ローマン・ジアンアーサー、モナエの3人で書き直すことになった。この曲は、最終的に「お気の毒レディ（What a Shame）」というタイトルのブルース曲に生まれ変わった。また、モナエは本作のために2つの新曲を披露した。2019年8月23日、ジョセフ・トラパネーゼが本作のスコアを作曲することが明らかになった。トラパンセのスコアに加え、本作のキャストが演奏するオリジナル作品の楽曲を収録したサウンドトラックが11月12日に発売された。

### 主な挿入歌
| 曲名                                  | 作詞                                                         | 歌                                               | 歌 |
| 曲名                                  | 作詞                                                         | 原語版                                           | 日本語吹替版 |
| ------------------------------------- | ------------------------------------------------------------ | ------------------------------------------------ | --- |
| ララルー（La La Lu）                  | ソニー・バーク ペギー・リー                                  | キアシー・クレモンズ                             | 水野貴以 |
| お気の毒レディ（What a Shame）        | ネイト・ワンダー ローマン・ジアンアーサー ジャネール・モネイ | ネイト・ワンダー ローマン・ジアンアーサー        | 津田英佑 |
| ベラ・ノッテ（Bella Notte）           | ソニー・バーク ペギー・リー                                  | F・マーリー・エイブラハム アルトゥーロ・カストロ | 立川三貴 IKKAN 木村聡子 山岸麻美子 暁 -Xiao- 武内鮎美 荒井小夜子 吉谷アキラ 村上勧次朗 松田レレ さけもとあきら 野場郁弥 KUMA 鹿志村篤臣 |
| 彼がトランプさ（He's a Tramp (2019)） | ソニー・バーク ペギー・リー ジャネール・モネイ               | ジャネール・モネイ                               | 塩田朋子 楠見尚己 大泊貴揮 |
| 世界に平和を（Peace on Earth）        | ソニー・バーク ペギー・リー                                  | キアシー・クレモンズ                             | 水野貴以 |

## 封切り
2019年8月23日、第1弾の予告編が公開された。10月14日、新たな映像に加え、楽曲「彼がトランプさ」を収録した予告編第2弾が公開された。11月6日、主人公を演じるために選ばれた犬たちが、それぞれどのように動物保護施設や里親から救出されたのかを紹介した特集が公開された。

### 書籍化
2020年1月28日には、ディズニー・パブリッシング・ワールドワイドより、エリザベス・ルドニックが執筆した本作のタイアップノベライズが出版された。

### 公開
本作は、ディズニーのストリーミングサービス「Disney+」のコンテンツとして、2019年11月12日に独占公開された。日本でも2020年6月11日の同サービスの開始と同時に配信が開始された。

## 評価

### 批判的なレビュー
レビュー集計サイトRotten Tomatoesでは、66件のレビューをもとに、支持率65％、平均評価5.90/10を獲得している。同サイトの批評家の意見として、「『わんわん物語』のかわいい犬や魅力的なキャストは十分に機能しているが、実写版では、1955年のオリジナル作品を楽しいものにした魔法が欠けている。」といったものがある。加重平均を用いるMetacriticでは、13人の批評家の評価をもとに、100点満点中48点を付け、「賛否両論」としている。

### 受賞歴
| 賞                                   | 受賞日        | カテゴリー                                                                                      | 受賞者 | 結果       | 脚注   |
| ------------------------------------ | ------------- | ----------------------------------------------------------------------------------------------- | --- | ---------- | ------ |
| イマジン財団賞                       | 2020年        | 長編映画部門最優秀男優賞                                                                        | エイドリアン・マルティネス | ノミネート |        |
| 音響効果監督組合ゴールデン・リール賞 | 2020年        | 非劇場用長編映画放送メディアの音響編集（効果音、フォーリー、音楽、会話、ADR）における優れた業績 | アンドリュー・デクリストファロ ダレン・"サニー"・ウォーケンティン デビッド・エスパルザ ケリー・オックスフォード マイケル・ペイン マシュー・ウィルソン デビッド・スタンク ジョーディ・シンカベージ アレクサンダー・ヨングブロート タラ・ブルーム モニーク・レイモンド ヴィンセント・ギセッティ ブライアン・ローソン エリカ・ワイス | ノミネート |        |
| ムービーガイド賞                     | 2020年        | ジェネシス賞                                                                                    | | ノミネート |        |
| 視覚効果協会                         | 2020年1月29日 | フォトリアル・エピソードにおける優れた視覚効果                                                  | ロバート・ウィーバー、クリストファー・ライモ アルスラン・エルヴァー マイケル・コゼンス ブルーノ・ファン・ゼーブルック | ノミネート | [ 33 ] |
| 視覚効果協会                         | 2020年1月29日 | エピソードまたはリアルタイムプロジェクトにおける優れたアニメーションキャラクター                | ティアゴ・マルティンズ アルスラン・エルヴァー スタニスラス・パイレオー マルティーヌ・シャルトラン | ノミネート | [ 33 ] |